# Peñamellera Alta
Peñamellera Alta là một đô thị trong cộng đồng tự trị của Công quốc Asturias, Tây Ban Nha.

## Giáo khu
| - Alles - Cáraves | - Llonín - Mier | - Oceño - Rozagás | - Ruenes - Trescares |